# Plectris subdepressa
Plectris subdepressa är en skalbaggsart som beskrevs av Blanchard 1850. Plectris subdepressa ingår i släktet Plectris och familjen Melolonthidae. Inga underarter finns listade i Catalogue of Life.